# Luigi Castelletti
Luigi Castelletti (* 6. Juli 1948 in Verona) ist ein ehemaliger italienischer Radrennfahrer und nationaler Meister im Radsport.

## Sportliche Laufbahn
Castelletti war im Straßenradsport aktiv. Die nationale Meisterschaft im Straßenrennen der Amateure gewann er 1969 vor Emanuele Bergamo. 1969 siegte er im Il Piccolo Lombardia. Er wurde 1970 Berufsfahrer und blieb bis 1977 im Radsport aktiv. 1974 kam er im Giro del Friuli hinter Luciano Borgognoni auf den zweiten Platz. 
Den Giro d’Italia bestritt er sechsmal. 1970 wurde er 93., 1975 66., 1976 83. und 1977 117. der Gesamtwertung. 1971 und 1974 war er ausgeschieden. In der Tour de France war er dreimal am Start. 1972 wurde er 85., 1975 81. und 1977 schied er aus.